# Schönausteg

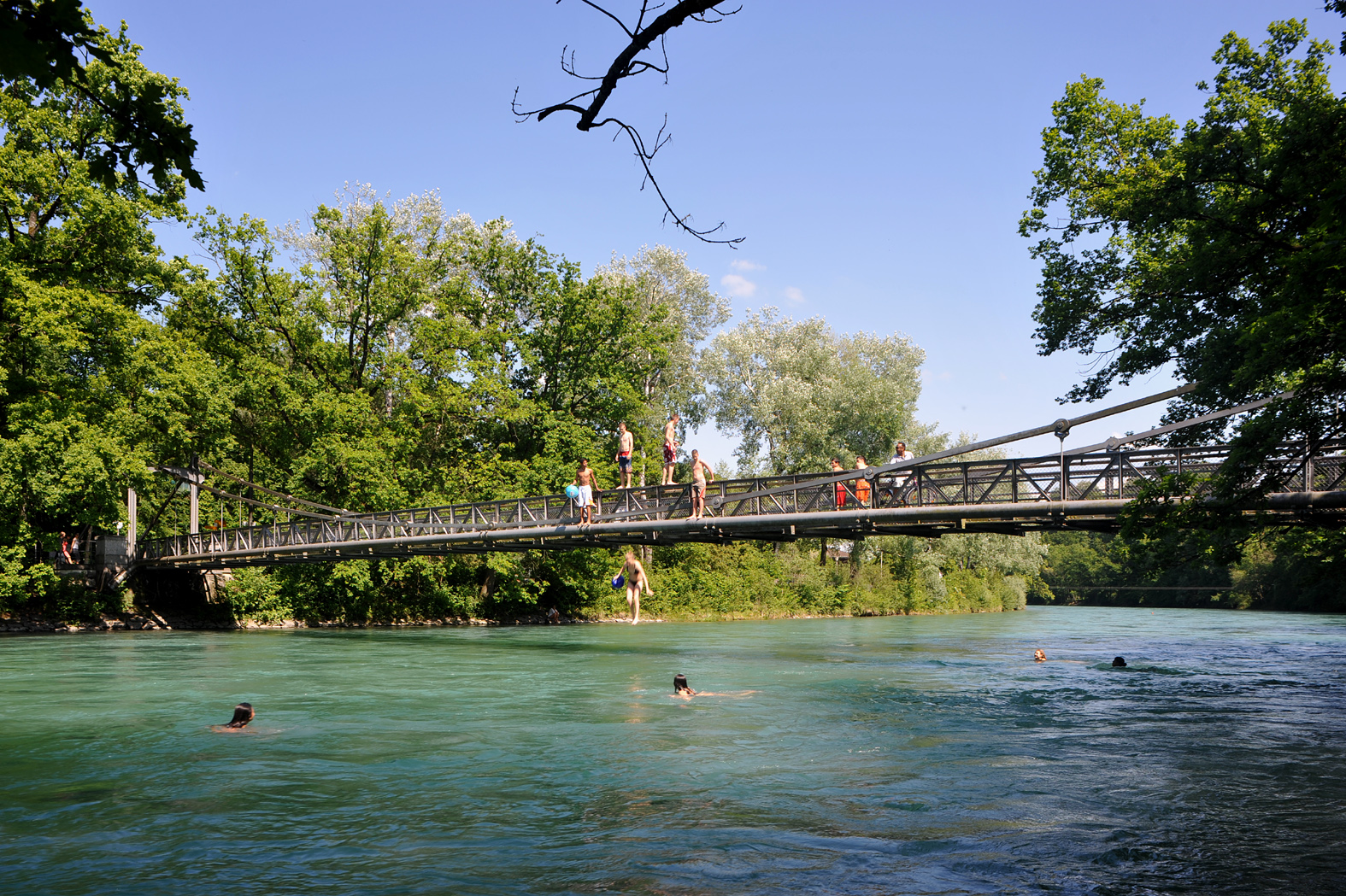
Schönausteg mit badenden Menschen

Der Schönausteg ist eine kleine Fussgängerbrücke über der Aare in der Stadt Bern. Sie hat eine Spannweite von rund 55 m und verbindet die Siedlung Lindenau mit dem unteren Kirchenfeld. Bevor die Kettenbrücke 1906 errichtet wurde, nutzte man die im Jahre 1868 eingeführte Dählhölzlifähre, um die Aare zu überqueren.

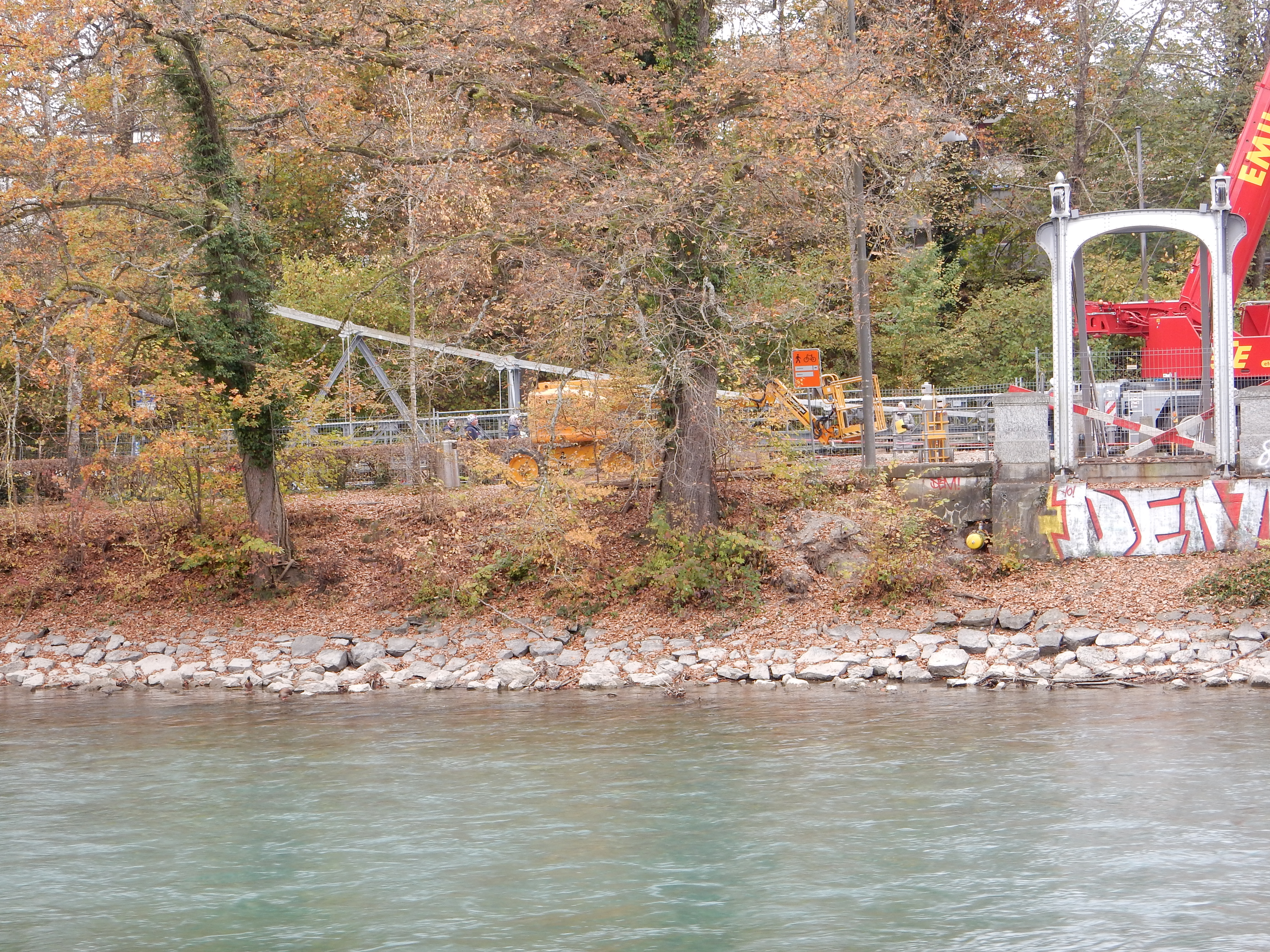
Zur Sanierung wurde der Steg über den Winter 2024–25 entfernt

Die Überquerung der Brücke mit Motorfahrzeugen und Fahrrädern ist untersagt. Im Sommer ist der zwischen dem Freibad Marzili und dem Naherholungsgebiet Eichholz gelegene Steg ein beliebtes Ziel von Badenden. Da sich die Kettenbrücke nur 2 m über dem Wasser befindet, wird sie oft von Badenden genutzt, um in die Aare zu springen.
Zur Sanierung des Stegs wurde dieser über Winter 2024/25 entfernt und als Ersatzsteg etwa 250 Meter aareabwärts ein Brückenprovisorium erstellt. Teile der Brückenkonstruktion mussten ersetzt sowie der Korrosionsschutz und der Holzbelag erneuert werden. Zudem sollten die Schwingungen des Stegs reduziert werden, welche durch Jogger erzeugt werden. Die Brücke wurde dazu am 1. November 2024 demontiert, am 14. April 2025 wieder montiert und am 23. April wieder eröffnet. Dank dem neuen Korrosionsschutz soll die Lebensdauer 80 Jahre betragen.